# Buffalo Creek-i iszapkatasztrófa
A Buffalo Creek-i iszapkatasztrófa 1972. február 26-án történt baleset volt, amely 125 emberéletet követelt, miután átszakadt a Pittston Coal Company nevű szénbányászati cég szürkeiszap-tárolójának gátja egy hegyoldalon az Amerikai Egyesült Államok Nyugat-Virginia államában, Logan megyében, négy nappal azután, hogy egy szövetségi bányaellenőr kielégítőnek ítélte a létesítmény működését.
A 3-as gát átszakadása után 132 millió gallon (500 millió liter) szürkeiszap ömlött ki a tározóból, kilenc méter magas hullámot zúdítva Buffalo Creek Hollow 16 szénbányásztelepére. Az ötezer lakos közül 125 meghalt, 1121-en megsérültek, és több, mint négyezren vesztették el az otthonukat. 507 lakóház, 44 mobil ház és 30 üzlet pusztult el. Az iszapáradat károkat okozott Lundale, Saunders, Amherstdale, Crites, Latrobe és Larado településeken is. A jogi eljárások aktáiban a Pittston Coal "Isten tettének" nevezte a balesetet.
A 3-as gát a Buffalo Creek Middle Fork (Középső villa) részében lerakott szilárd bányahulladékból épült 1968-tól kezdve. Heves esőzések után először ez a gát szakadt át és a kiszabadult víz ezután a 2-es és 1-es gátakra szakadt. A 3-as gát az 1-es és a 2-es mögött felgyűlt szürkeiszap üledékre épült, nem sziklaágyra. Az átszakadt 3-as gát mintegy 80 méterrel Saunders felett helyezkedett el.

## A vizsgálatok
A szerencsétlenséget két bizottság vizsgálta ki. Az Arch A. Moore, Jr. kormányzó által delegált bizottságban csak olyan tagok kaptak helyt, akik a széniparral szimpatizáltak, vagy olyan kormányhivataloktól érkeztek, amelyek szerepet játszhattak a katasztrófában.Miután Arnol Miller, a United Mine Workers szakszervezet elnöke és mások hiába javasolták, hogy egy szénbányász is bekerülhessen a bizottságba, létrejött egy polgári bizottság is, hogy független véleményt alkosson a történtekről. A kormányzói bizottság jelentése jogszabályi változásokat és további helyi ügyészi vizsgálatokat javasolt. A polgári bizottság jelentésében arra a következtetésre jutott, hogy a Buffalo Creek-Pittston Társaság bűnös 124 férfi, nő és gyermek halálának okozásában. 

## Fordítás
- Ez a szócikk részben vagy egészben  a   Buffalo Creek Flood című angol Wikipédia-szócikk ezen változatának fordításán alapul.  Az eredeti cikk szerkesztőit annak laptörténete sorolja fel. Ez a jelzés csupán a megfogalmazás eredetét és a szerzői jogokat jelzi, nem szolgál a cikkben szereplő információk forrásmegjelöléseként.